# Église Saint-Benoît de Bergholtzzell
L'église Saint-Benoît est un monument historique situé à Bergholtzzell, dans le département français du Haut-Rhin.

## Localisation
Ce bâtiment est situé au 1, rue des Suisses à Bergholtzzell.

## Historique
L'édifice fait l'objet d'une inscription au titre des monuments historiques depuis 1993.